# Pamela Teves
Pamela Yolande Marianne Teves (Rotterdam, 24 mei 1949) is een Nederlands actrice in het theater en op televisie.

## Biografie
Teves studeerde rechten en leerde de talen Engels, Duits, Frans, Italiaans, Portugees en Russisch. Sinds 1978 is ze actrice. Ze speelde diverse rollen in meer dan 20 theaterproducties. Ze is bijvoorbeeld bekend van haar vertolking van Fräulein Schneider in de musical Cabaret. Van 2011 tot januari 2013 speelde zij in het Circustheater de rol van Madam Akaber in de musical Wicked. Op televisie verwierf ze bekendheid door haar rol in de serie Onderweg naar Morgen. 

In 2009 ontving zij de John Kraaijkamp Musical Award in de categorie Beste vrouwelijke bijrol in een Grote Musical.

## Filmografie

### Film
- De vierde man (1983)
- De kleine blonde dood (1993) - Juffrouw Van Dalen
- Sinterklaas en het Gevaar in de Vallei (2003) - Dr. Brein
- Sinterklaas en het Geheim van de Robijn (2004) - Dr. Brein
- Sinterklaas en het Uur van de Waarheid (2006) - Dr. Brein
- Sinterklaas en het Geheim van het Grote Boek (2008) - Dr. Brein
- Sinterklaas en de Verdwenen Pakjesboot (2009) - Dr. Brein
- Sinterklaas en het Pakjes Mysterie (2010) - Dr. Brein
- Sinterklaas en het Raadsel van 5 December (2011) - Dr. Brein
- Droomvrouw (2013) - Vera van Vreden
- Sinterklaas en de Pepernoten Chaos (2013) - Dr. Brein
- 30 milligram (2013) - Tineke
- Dansen op de vulkaan (2014) - Rectrix
- Pestkop (2017) - Caitlyn Wilson
- De brief voor Sinterklaas (2019) - Mammie
- De Grote Sinterklaasfilm: Trammelant in Spanje (2021) - Mammie
- Casa Coco (2022) - Juliette

### Televisie
- Een moord kost meer levens (2023) - Advocaat van Luyn
- De regels van Floor (2019) mevrouw
- ONM (1994-2010) - Bettina Wertheimer (1994-2010) & Annemarie Wertheimer (1997, 2010)
- 12 steden, 13 ongelukken
- Flikken Maastricht Seizoen 10 Aflevering 6 " Het Dispuut'' -Bewoner/vriendin
- Goede tijden, slechte tijden: (1993) - Notaris scherpenzeel (afl 598) / (2012) - Madam Akaber / (2022) – Agaath van Dijnselburg

### Theater
- Een fijn span (1989)
- Laat je niet kisten (1990)
- My fair lady
- De spooktrein
- Madam
- De tante van Charlie
- Op glad ijs
- De kleine zeemeermin - Ursula (2005)
- Een Rits te Ver (2005/2006)
- Cabaret
- Duet for one
- Wicked - Madam Akaber (2011/2013)
- Powervrouwen (revue, 2014-2015)

## Palmares
- John Kraaijkamp Musical Award voor beste vrouwelijke bijrol in een grote musical 2009.CABARET